# レア (セレーナ・ゴメスのアルバム)
| 専門評論家によるレビュー           | 専門評論家によるレビュー |
| 総スコア                           | 総スコア                 |
| 出典                               | 評価                     |
| ---------------------------------- | ------------------------ |
| Metacritic                         | 76/100                   |
| レビュー・スコア                   |                          |
| 出典                               | 評価                     |
| オールミュージック                 | [ 5 ]                    |
| エンターテインメント・ウィークリー | B+                       |
| インデペンデント                   | [ 7 ]                    |
| ピッチフォーク                     | 6.8/10                   |
| ローリング・ストーン               | [ 9 ]                    |
| Slant Magazine                     | [ 10 ]                   |

『レア』 (Rare)はアメリカ合衆国の女優、歌手セレーナ・ゴメスがインタースコープ・レコードから発表したスタジオ・アルバムである。本作は全米アルバム・チャートBillboard 200で初登場第一位を獲得。ファーストアルバム『スターズ・ダンス』(2013年)、セカンドアルバム『リバイバル』(2015年)に続き3作連続首位獲得を果たした。さらに、Apple Musicで69の国と地域で第一位、iTunesでは59の国と地位で第一位を獲得している。
世界各国で2020年1月10日に発売され、日本では2020年1月22日に発売された。

## 概要
アルバム『レア』は前作のアルバム『リバイバル』（2015年）以来約4年ぶりにリリースしたアルバム。2020年1月10日に発売され米国で発売最初の1週で約112,000枚を売り上げている。
2019年10月23日に先行シングル「ルーズ・ユー・トゥ・ラヴ・ミー」がリリースされ、セカンドシングル「レア」はアルバムとの同日リリース。
日本盤の初回生産限定DVDには「ルーズ・ユー・トゥ・ラヴ・ミー」（ミュージック・ビデオ）（ビハインド・ザ・シーンズ）、「ルック・アット・ハー・ナウ」（ミュージック・ビデオ）（ビハインド・ザ・シーンズ）がそれぞれ収録されている。

## チャート成績
アルバムはビルボード200全米チャートで初登場第1位を獲得する。
先行シングル「ルーズ・ユー・トゥ・ラヴ・ミー」はビルボードホット100全米シングルチャートで第1位、ローリング・ストーンTop 100 Songsで第1位となる。

## 収録曲
| #         | タイトル                                             | 作詞・作曲 | プロデューサー                                                                                         | 時間  |
| --------- | ---------------------------------------------------- | --- | --- | ----- |
| 1.        | 「レア」                                             | セレーナ・ゴメス マディソン・ラヴ ブレット・マクラフリン ノラン・ランブロザ サイモン・ローゼン                                    | サー・ノーラン                                                                                         | 3:40  |
| 2.        | 「ダンス・アゲイン」                                 | セレーナ・ゴメス マティアス・ラーソン ロビン・フレドリクソン ジャスティン・トランター キャロライン・アイリン                      | マットマン＆ロビン バート・シューデル                                                                  | 2:50  |
| 3.        | 「ルック・アット・ハー・ナウ」                       | セレーナ・ゴメス ジュリア・マイケルズ ジャスティン・トランター イアン・カークパトリック                                           | イアン・カークパトリック バート・シューデル                                                            | 2:42  |
| 4.        | 「ルーズ・ユー・トゥ・ラヴ・ミー」                   | セレーナ・ゴメス ジュリア・マイケルズ ジャスティン・トランター マティアス・ラーソン ロビン・フレドリクソン                        | マットマン＆ロビン バート・シューデル フィニアス・オコネル                                             | 3:26  |
| 5.        | 「リング」                                           | セレーナ・ゴメス ショーン・ダグラス ジュリー・フロスト ブライアン・アイザック デヴィッド・シエンテ ノラン・ランブロザ             | バート・シューデル サー・ノーラン ヨハン・レノックス ショーン・ダグラス                                | 2:28  |
| 6.        | 「ヴァルナラブル」                                   | セレーナ・ゴメス エイミー・アレン ジョナサン・ベリオン ジョルダン・K・ジョンソン ステファン・ジョンソン                           | ザ・モンスターズ&ストレンジャーズ ジョナサン・ベリオン バート・シューデル ジャン・ストーン             | 3:12  |
| 7.        | 「ピープル・ユー・ノウ」                             | セレーナ・ゴメス マチュー・ジョンフェ・レパイン アレックス・ホープ ステフ・ジョーンズ リル・アーロン ジェイソン・エヴィガン       | ジェイソン・エヴィガン バート・シューデル ビルボード アレックス・ホープ                                | 3:14  |
| 8.        | 「レット・ミー・ゲット・ミー」                       | セレーナ・ゴメス マティアス・ラーソン ロビン・フレドリクソン ジャスティン・トランター キャロライン・アイリン                      | マットマン＆ロビン バート・シューデル                                                                  | 3:09  |
| 9.        | 「クラウデッド・ルーム」(feat. 6LACK)                | セレーナ・ゴメス ビービー・レクサ ノラン・ランブロザ サイモン・ウィルコックス                                                     | サー・ノーラン ベンジャミン・ライス                                                                    | 3:06  |
| 10.       | 「カインダ・クレイジー」                             | セレーナ・ゴメス ラミ・ヤコブ ジャスティン・トランター ジャスミン・トンプソン アルビン・ネドラー クリストファー・フォッゲルマーク | アルビン・ネドラー クリストファー・フォッゲルマーク ラミ・ヤコブ バート・シューデル                    | 3:32  |
| 11.       | 「ファン」                                           | セレーナ・ゴメス ジュリア・マイケルズ スコット・ハリス ラウル・クビナ マーク・ウィリアムズ                                        | オジボルタ バート・シューデル                                                                          | 3:09  |
| 12.       | 「カット・ユー・オフ」                               | セレーナ・ゴメス デヴィッド・プラミック ライザ・オーウェン クロエ・アンジェリデス                                                 | デヴィッド・プラミック ベンジャミン・ライス                                                            | 3:02  |
| 13.       | 「ア・スウィーター・プレイス」(feat. キッド・カディ) | セレーナ・ゴメス キッド・カディ マディソン・ラヴ MNEK イアン・カークパトリック                                                    | キッド・カディ マイク・ディーン パトリック・レイノルズ オラディポ・オミショア イアン・カークパトリック | 4:23  |
| 合計時間: | 合計時間:                                            | 合計時間: | 合計時間:                                                                                              | 41:53 |

| #         | タイトル                                 | 作詞・作曲 | プロデューサー                                               | 時間  |
| --------- | ---------------------------------------- | --- | ------------------------------------------------------------ | ----- |
| 14.       | 「バッド・ライアー」                     | セレーナ・ゴメス ジュリア・マイケルズ ジャスティン・トランター イアン・カークパトリック クリストファー・フランツ ティナ・ウェイマス デヴィッド・バーン                                      | イアン・カークパトリック ベンジャミン・ライス                | 3:34  |
| 15.       | 「フェティッシュ」(feat. グッチ・メイン) | セレーナ・ゴメス アレックス・シュワルツ ジョー・ハジャドゥリアン ジョナス・ジェバーグ クロエ・アンジェリデス ブレット・マクラフリン ジーノ・バルレッタ ラドリック・デランティック・デイビス | ジェベルグ ザ・フューチャリスティックス                      | 3:06  |
| 16.       | 「イット・エイント・ミー」(with カイゴ)  | セレーナ・ゴメス カイゴ ブライアン・リー アリ・タンポシ アンドリュー・ワット | カイゴ アンドリュー・ワット                                  | 3:40  |
| 17.       | 「バック・トゥ・ユー」                   | セレーナ・ゴメス パリッシュ・ウォリントン ディーデリク・ファン・エルサス エイミー・アレン ミカ・プレムナス                                                                                  | イアン・カークパトリック トラックサイド ベンジャミン・ライス | 3:30  |
| 18.       | 「ウルヴス」(with マシュメロ)            | セレーナ・ゴメス アリ・タンポシ アンドリュー・ワット ブライアン・リー ルイス・ベル マシュメロ                                                                                               | マシュメロ アンドリュー・ワット ブライアン・リー             | 3:17  |
| 合計時間: | 合計時間:                                | 合計時間: | 合計時間:                                                    | 59:00 |

| #         | タイトル           | 作詞・作曲 | プロデューサー                                     | 時間  |
| --------- | ------------------ | --- | -------------------------------------------------- | ----- |
| 14.       | 「ボーイフレンド」 | セレーナ・ゴメス ジュリア・マイケルズ ジャスティン・トランター ジョン・ウィナー サム・ホマエ                                                  | ザ・ルームメーツ                                   | 2:41  |
| 15.       | 「スーヴェニア」   | セレーナ・ゴメス イアン・カークパトリック ショーン・ダグラス マディソン・ラヴ                                                                 | イアン・カークパトリック                           | 2:42  |
| 16.       | 「シー」           | セレーナ・ゴメス ジャスティン・トランター ウゾエチ・イムニク ジョン・ウィナー サム・ホマエ                                                    | ザ・ルームメーツ                                   | 2:52  |
| 17.       | 「フィール ミー」  | セレーナ・ゴメス ロス・ゴラン アマー・マリック ジェイコブ・・ヒンドリン ジョン・ミルス カーティス・マッケンジー リサ・シンタ フィル・ショーイ | フィル・フェバー カーティス・マッケンジー J ミルス | 3:46  |
| 合計時間: | 合計時間:          | 合計時間: | 合計時間:                                          | 54:00 |

| #   | タイトル           | 作詞・作曲 | プロデューサー | 時間 |
| --- | ------------------ | --- | -------------- | ---- |
| 14. | 「フィール・ミー」 | セレーナ・ゴメス リサ・シンタ フィル・シャウイ ジョナサン・ミルズ カーティス・マッケンジー アンマー・マリク ジェイコブ・カッシャー ロス・ゴラン | ザ・アーケード | 3:17 |

| #  | タイトル                                          | 作詞 | 作曲・編曲 | 時間 |
| -- | ------------------------------------------------- | ---- | ---------- | ---- |
| 1. | 「Lose You To Love Me」(ミュージック・ビデオ)     |      |            | 3:26 |
| 2. | 「Lose You To Love Me」(ビハインド・ザ・シーンズ) |      |            | 3:08 |
| 3. | 「Look at Her Now」(ミュージック・ビデオ)         |      |            | 2:44 |
| 4. | 「Look at Her Now」(ビハインド・ザ・シーンズ)     |      |            | 3:07 |

### チャート
| チャート (2020年)                             | 最高順位 |
| --------------------------------------------- | -------- |
| アルゼンチン (CAPIF)                          | 1        |
| オーストラリア (ARIA)                         | 1        |
| オーストリア (Ö3 オーストリア)                | 3        |
| ベルギー (ウルトラトップ・フランダース)       | 1        |
| ベルギー (ウルトラトップ・ワロン)             | 3        |
| カナダ (ビルボード)                           | 1        |
| チェコ (ČNS IFPI)                             | 2        |
| デンマーク (トラックリステン                  | 5        |
| オランダ (メハカフツ)                         | 2        |
| エストニア (Eesti Ekspress)                   | 1        |
| フィンランド (スオメン・ヴィラリネン・リスタ) | 5        |
| フランス (SNEP)                               | 6        |
| ドイツ (Offizielle Top 100)                   | 3        |
| ギリシャ (IFPIギリシャ)                       | 10       |
| ハンガリー (マハーズ)                         | 28       |
| アイルランド (IRMA)                           | 4        |
| イタリア (FIMI)                               | 6        |
| 日本 (ビルボード・ジャパン)                   | 30       |
| 日本 (オリコン)                               | 20       |
| リトアニア (AGATA)                            | 1        |
| ニュージーランド (RMNZ)                       | 2        |
| ノルウェー (ヴェーゲー・リスタ)               | 1        |
| ポーランド (ZPAV)                             | 3        |
| ポルトガル (AFP)                              | 1        |
| スコットランド (OCC)                          | 1        |
| スロバキア (ČNS IFPI)                         | 2        |
| スペイン (プロムシカエ)                       | 3        |
| スウェーデン (スヴァリイェトプリストン)       | 7        |
| スイス (シュヴァイツァー・ヒットパラーデ)     | 3        |
| イギリス (OCC)                                | 2        |
| アメリカ (ビルボード200)                      | 1        |
| アメリカ (ローリング・ストーントップ200)      | 1        |

## 発売日
| 国/地域 | 発売日        | 規格                      | レーベル                  |
| ------- | ------------- | ------------------------- | ------------------------- |
| 世界的  | 2020年1月10日 | CD デジタル・ダウンロード | インタースコープ          |
| 日本    | 2020年1月22日 | CD デジタル・ダウンロード | ユニバーサル ミュージック |